# Tölg-Molnár Zoltán
Tölg-Molnár Zoltán (Budapest, 1944. április 24. – 2024. március 21.) magyar Munkácsy Mihály-díjas festőművész.

## Életpályája
Szülei Tölg-Molnár Zoltán és Kardos Irén voltak. A Képző- és Iparművészeti Szakközépiskolában érettségizett 1962-ben. Felsőfokú tanulmányokat 1964 és 1970 közt a Magyar Képzőművészeti Főiskolán folytatott, ahol Fónyi Géza volt a mestere. 1972-1987-ig a Képző- és Iparművészeti Szakközépiskolában tanított, 1987-től a Magyar Képzőművészeti Főiskola habilitált docense, tudományos fokozata: DLA. 1968 óta kiállító művész.
Tölg-Molnár Zoltán neoavantgárd festő, egyik önvallomása művészetéről a 2000-es évek első felében:
„Ha jól figyelünk, láthatjuk, hogy a múló idő és a tapasztalat – ami mélyre szívódott, mint a letépett freskó árnyéka – létezésünk képeit, egyre sötétebbé, egyre súlyosabbá, egyre egyszerűbbé és egyre átláthatóbbá csupaszítja.
Csak személyeset szabad csinálni, a többi: időpocsékolás. És csak úgy érdemes, mintha még sok időnk lenne, s óvva, mert már nagyon lemeztelenedtünk.
A Rákóczi 59-cel (műtermemmel), az a baj mostanában, hogy valaki állandóan ott van, „jön-megy”, látszólag vigyáz rám, de igazából figyel. (A villanyt is egyszerre gyújtjuk meg.) Időbe tellett: a tükröződő képemet, a műtermem képét látom, hát akkor magamra maradtam, vagy egyszerűen csak hülyülök? Megyünk kifelé, vagy befelé? Egyszer még megbeszéljük.”

## Kiállításai (válogatás)

### Egyéni
- 1968 • Várkollégium, Budapest
- 1971 • Állami Bábszínház, Budapest • Ferencvárosi Pincetárlat, Budapest • Agráregyetem, Debrecen
- 1975 • Stúdió Galéria, Budapest
- 1976 • Agráregyetem, Debrecen
- 1982 • Várkollégium, Budapest
- 1983 • Művelődési Központ, Fonyód • Tanítóképző Főiskola, Kaposvár
- 1987 • Esztergomi Galéria, Esztergom
- 1988 • Uitz Terem, Dunaújváros
- 1990 • Barcsay-terem, Budapest
- 1991 • Galerie 22, Wien • Galerie Melnyikow, Heidelberg
- 1992 • Galerie Second, Freiburg • Galerie Gaudens Pedit, Lienz
- 1993 • Pandora Galéria, Budapest • Spiritusz Vízivárosi Galéria, Budapest
- 1994 • Ericcson Galéria, Budapest • Vigadó Galéria, Budapest • Körmendi Galéria – Zugló
- 1995 • MHB Immo Art, Körmendi Galéria, Budapest
- 1996 • Körmendi Galéria – Belváros
- 1998 • Rákóczi 59, Bartók 32 Galéria, Budapest • Szemmagasság, Újlipótvárosi Klub Galéria, Budapest
- 1999 • Redukció Zenit Galéria, Budapest
- 2000 • Ötszáz méter, Illárium Galéria, Budapest • Időhordalékok, VAM Art and Design Galéria, Budapest • Fényes lapok, Rátz Stúdió, Budapest • Egytől tizennégyig, BTM Budapest Galéria Lajos utcai kiállítóháza, Budapest
- 2001 • Stáció töredékek, Körmendi Galéria, Sopron
- 2002 • Szóló hangra, K.A.S Galéria, Budapest
- 2004 • Dorottya Galéria, Budapest • Helldunkel, Dorottya Galéria, Budapest
- 2005 • Barabás-villa, Budapest
- 2009 • Tisztelet Szent Lukácsnak – tizenhatodikától huszadikáig, Scheffer Galéria, Budapest • SUM ESSE FUI, Bartók '32 Galéria, Budapest
- 2013 • Mindig a ZÉRO pontról, Lena & Roselli Galéria, Budapest

## Csoportos
- 1970 • Stúdió Kiállítás, Ernst Múzeum, Budapest
- 1971 • Stúdió Kiállítás, Ernst Múzeum, Budapest
- 1972 • Téli Tárlat, Miskolc • Stúdió Kiállítás, Magyar Nemzeti Galéria, Budapest • Nyári Tárlat, Debrecen
- 1973 • Stúdió Kiállítás, Ernst Múzeum, Budapest • Festészeti Triennálé, Szolnok
- 1975 • Stúdió Kiállítás, Műcsarnok, Budapest
- 1977 • Szczecin INTERKUNST, Wien • "Itália 2000", Róma
- 1978 • Festészet 78, Műcsarnok, Budapest • Jubileumi Stúdió Kiállítás, Magyar Nemzeti Galéria, Budapest • Stúdió Kiállítás, Grand Palais, Párizs • Stúdió Kiállítás, Arras
- 1979 • INTERVERSA, Hamburg • Stúdió Kiállítás, Atatürk Kulturális Centrum, Isztambul
- 1980 • Magyar Kulturális Hét, Duisburg • Stúdió Kiállítás, Pécs
- 1982 • Tavaszi Tárlat, Salgótarján
- 1983 • Festészeti Biennálé, Szeged • Magyar Képzőmuvészeti Kiállítás, Gauting-München, Németország • Csontváry Terem, Budapest
- 1984 • Stúdió Kiállítás, Műcsarnok, Budapest • Faubourg Galerie, Neuchatel • Pierre Cardin Geléria, Párizs • INTERART, Poznań • Festészeti Biennálé, Szeged • Hungart-Import, München /Holdas György és Jovian György/
- 1985 • Atelier Mensch, Hamburg (Kéri Ádámmal) • Atrium Hyatt, Budapest (M.Novák Andrással)
- 1986 • Magyar Képzőművészeti Kiállítás, Bayer Kulturális Centrum, Leverkusen
- 1987 • Art 18 "87" Basel, Art Bureau-Artex Malten Galerie, Dortmund • Magyar Képzőművészeti Kiállítás, Stadthalle, Hagen • Kunst Mittelschule, Gent (Bodóczky István és Kéri Ádám) • Művészet ma II. Nemzetközi Kiállítás, Budapest
- 1988 • Galerie Eremitage, West-Berlin (Bartl József, Misch Ádám, Szikora Tamás) • Art 19 "88", Basel, Art Bureau-Artex
- 1989 • Art 20 "89", Basel, Art Bureau-Artex Galerie Melnyikov, Heidelberg • Strand Galerie, Södertälje
- 1991 • Budapest Art Expo, Budapest
- 1992 • Budapest Art Expo, Budapest
- 1993 • Kortárs Gyűjtemény, Cifra Palota, Kecskemét • "Sophia Antipolis" Galerie Gulácsy, Franciaország
- 1994 • Budapest Art Expo, Budapest
- 1995 • Budapest Art Expo, Budapest • Budapest Galéria, Budapest • Albertina, Wien •Ispota, Győr • Római Magyar Akadémia, Róma • Keleti inspirációk, Sándor Palota, Budapest
- 1996 • Budapest Art Expo, Budapest • Gulácsy Galéria, Budapest • Körmendi Galéria, Budapest • Csontváry Terem, Budapest
- 1997 • "White flags" Knoll Galéria szervezésében, Budapest
- 1998 • "Olaj-vászon" /mai magyar festészet/ Műcsarnok, Budapest • Budapest Art Expo, Budapest • EVE Galéria Műcsarnok, Budapest
- 2000 • "Kortárs festészet II." Városi Művészeti Múzeum, Győr
- 2002 • "A szín önálló élete" : nemzetközi monochrom festészeti kiállítás, Műcsarnok, Budapest
- 2004 • Néma angyal,[4] Pintér Sonja Kortárs Galéria, Budapest • Festészet festészet – Lossonczy Tamás, Erdélyi Gábor, Gál András, Tölg-Molnár Zoltán kiállítása, Vadnai Galéria, Budapest • Tíz év, tíz művész, Újlipótvárosi Klub Galéria, Budapest
- 2005 • Living Classics, Városi Múzeum, Győr • 13 művész[5] a XIII. kerületben, AL Galéria,[6] Budapest
- 2011 • Mester és Mesterek I.,[7] Bartók '32 Galéria, Budapest
- 2012 Régi Művésztelepi Galéria, Szentendre; Ámos Imre és a XX. század – kortárs összművészeti kiállítás
- 2013 Dunaszerdahely, Kortárs Magyar Galéria; Pécs, Fő téri Galéria; Berlin, Collegium Hungaricum Berlin; Budapest, Rumbach Sebestyén utcai zsinagóga – Ámos Imre és a XX. század – kortárs összművészeti kiállítás
- 2014 Budapest, Rumbach Sebestyén utcai zsinagóga – Imák Auschwitz után; Varsói Zsidó Történeti Intézet, Wroclaw zsinagóga – "Hol van a te testvére?" – Ámos Imre és a XX. század – kortárs összművészeti kiállítás

## Köztéri alkotásai
- Mozaik (muranói üvegmozaik, 1979, Sátoraljaújhely, Kazinczy Ferenc Általános Iskola)
- Dekoratív kompozíció (tűzzománc, 1982, Bábolna)
- Fészek (alumínium, 1983, Kaposvár, Tanítóképző Főiskola)

## Kötetei (válogatás)
- Tölg-Molnár Zoltán. Budapest : Tölg-Molnár Z., 1996. 91 p. ill.
- 6. emelet : kiállítások, idézetek, feljegyzések. Budapest : [Magánkiadás], 2004. 85, [2] p. ill., részben színes
- Műteremnapló: kiállítások, feljegyzések; szerzői, Budapest, 2017

## Díjak, elismerések
- Derkovits Gyula képzőművészeti ösztöndíj (1971-1974)
- Egy hónapos ösztöndíj a Layota AB meghívására (1986)
- Munkácsy Mihály-díj (1990)
- A Római Magyar Akadémia két hónapos ösztöndíja (1995)